# José Joaquín Palma
José Joaquín Palma Lasso (Bayamo, 11 de septiembre de 1844-Ciudad de Guatemala, 2 de agosto de 1911) fue un poeta, profesor, diplomático y periodista cubano, que escribió la letra del himno nacional de Guatemala. Se casó con Leonela del Castillo con quien tuvo cuatro hijos. Participó en los convulsiones independentistas en Cuba y fue diplomático del Gobierno cubano en Nicaragua y Guatemala.

## Biografía
| «Su estro poético era de una ternura idílica, que superaba a los demás aspectos de su musa fresca y retozona; pero que a veces hacía reír y a veces humedecer las pupilas. Fue un insuperable dominador del verso, en esa forma inmortal de mármol clásico, apropiado para todas las cinceladuras. Eminentemente expansivo y amoroso, Palma nunca se sentía más feliz que cuando recitaba, entre sus amigos, redondillas o décimas que sólo él sabía hacer; o cuando, en nuestras veladas, contemplaba en torno suyo un numeroso auditorio pendiente de sus labios. Pocos como él recitaban con palabra más armoniosa y con más vivo acento declamatorio. Era el cantor de todo un pueblo, de toda una raza; era el vate revolucionario, proclamador de la guerra contra las tiranías; era el hombre que exaltaba el amor y la caridad, encarnando los ideales humanos más conformes con la cultura moderna.» —Juan Manuel Mendoza Guatemala, 1946 |

Nació en una modesta casa en la calle de San Vicente Ferrer en Bayamo, contigua al convento de Santo Domingo, que ya estaba en ruinas para entonces. Luego de aprender las primeras letras y aficionarse a las lecturas bíblicas -gracias a las instrucciones de su madre-, se mudó junto a su familia al campo.
A los doce años regresó a Bayamo y estudió en el convento de San Francisco y luego en el famoso colegio de San José y tuvo entre sus maestros al prestigiado pedagogo José María Izaguirre y al profesor Ignacio Martínez Valdez. Luego de graduarse permaneció en la institución como maestro de primaria y se hizo muy aficionado a las letras y a sus maestros. Cuando Martínez fue encarcelado por culpa de una calumnia, lo acompañaba en la celda desde las seis de la tarde hasta las nueve de la noche y allí leían las obras clásicas de la literatura española.
En 1864 se retiró del colegio de San José y empezó a editar un vocero con la colaboración de Francisco Maceo Osorio llamado La regeneración de Bayamo órgano sencillo, pero de un contenido interesantísimo: en cada tema campeaba el distintivo nacionalista de Osorio y de Palma; este periódico fue cerrado por el gobierno español de la isla. Tiempo más tarde, Palma apareció luchando al lado del insigne José Martí, de Carlos Manuel de Céspedes y de Máximo Gómez, entre otros.
Cuando su esposa falleció en su natal Bayamo, tuvo que abandonar la lucha revolucionaria y regresar a hacerse cargo de sus hijos; pero allí, dirigió El Cubano Libre desde donde luchó desesperadamente por la abolición de la esclavitud y describió la penosa situación porque atravesaba Cuba. A estas publicaciones, siguió una ola de persecuciones, encarcelamientos y destierros; gran cantidad de cubanos fueron condenados al exilio; José Joaquín Palma Lasso fue uno de ellos.
Su primera etapa de destierro la vivió en Jamaica, luego pasó a territorio estadounidense de donde salió rumbo a Suramérica, visitando entre otros países el Perú, terminando su itinerario en Guatemala, que sería su última escala hasta la muerte. Llegó a Guatemala en 1873. En Centroamérica, Palma dejó memorables huellas de poeta, profesor, periodista y promotor cultural, ayudó a numerosos intelectuales y escribió la letra del Himno Nacional de Guatemala, obra por la cual recibió grandes homenajes; además, tuvo vínculos profundos con dos de los mejores poetas latinoamericanos de todos los tiempos: José Martí y Rubén Darío, el cubano precursor y el nicaragüense cumbre del Modernismo, primer gran movimiento literario surgido en América. También compartió con el célebre poeta peruano José Santos Chocano, y con los intelectuales liberales hondureños Marco Aurelio Soto y Ramón Rosa quienes ejercían las secretarías de Instrucción Pública y de Relaciones Exteriores del gobierno de Justo Rufino Barrios.
A la señora esposa de Darío, a quien conoció en Nicaragua, dedicó el siguiente poema:
| A RAFAELA Hija de Álvaro Contreras. Hoy que de otoño al aura gemidora Se deshoja la flor de la ilusión, Al recordar tu infancia encantadora Me duele el corazón. ¡Cómo ha cambiado el tiempo! A sus estragos Y llorando las dichas que perdí. Pienso en la tierra de los grandes lagos Y te recuerdo a ti. Pienso en tu padre, espíritu brillante, Alma fundida al fuego tropical; Su palabra terrible y fulminante ¡Era luz y puñal! |

| Y en aquellas dulcísimas veladas En que tú, niña, con gentil candor. Nos recitabas cuentos y baladas De algùn encantador. Ya eres mujer; en tus pupilas bellas Temblar los sueños mágicos se ven; Han crecido tus formas, y con ellas Tu hermosura también. En antes, la viola que se pierde Entre las frescas hojas del gramal. Mientras hoy eres la palmada verde del suelo tropical. Al mirar la radiante primavera Que te corona, exclamó sin querer: Más la quisiera viola que palmera, Más niña que mujer. |

Desde 1870, Palma no cumplió misiones oficiales fuera de Cuba, y como diplomático logró que el gobierno de Guatemala reconociera la beligerancia de los cubanos y el de Honduras diera protección y trabajo a decenas de combatientes, al concluir la llamada Guerra Grande-de 1868 a 1878. Palma fue nombrado Ministro y Cónsul de Cuba en Guatemala, cargo que ocupó hasta su muerte. Aparte de ser el Cónsul de su país natal, ocupó el cargo de director de la Biblioteca Nacional de Guatemala, fue catedrático en el Instituto Nacional Central para Varones y sirvió la cátedra de literatura española en la Escuela Facultativa de Derecho y Notariado del Centro de la Universidad Nacional. Por otra parte, colaboró en diversos órganos de difusión, principalmente en el Correo de la tarde que dirigía Rubén Darío y en donde trabajaba el futuro «Príncipe de los cronistas» Enrique Gómez Carrillo, y con los Álbumes de Minerva que publicaba el gobierno del licenciado Manuel Estrada Cabrera.
En 1876, cuando Marco Aurelio Soto tomó la presidencia de Honduras con la ayuda de Justo Rufino Barrios, Palma viajó a aquel país centroamericano como secretario privado de Soto y colaboró en el gobierno de este hasta que Soto y su primo Ramón Rosa -quien fungía como una especia primer ministro en el gobierno de Soto- fueron obligados a salir de Honduras en 1883. Tras el derrocamiento de Soto, Palma regresó a Guatemala. Allí coincidió con el poeta Rubén Darío quien escribió el siguiente poema en su libro Azul dedicado a Palma:
| J. J. PALMA Ya de un corintio templo cincela una metopa, Ya de un morisco alcázar el capitel sutil; Ya, como Benvenuto, del oro de una copa Forma un joyel artístico, prodigio del buril. Pinta las dulces Gracias, o la desnuda Europa, En el pulido borde de un vaso de marfil, O a Diana, diosa virgen de desceñida ropa, Con aire cinegético, o en grupo pastoril. La musa que al poeta sus cánticos inspira No lleva la vibrante trompeta de metal, Ni es la bacante loca que canta y que delira, En el amor fogosa, y en el placer triunfal Ella al cantor ofrece la septicorde lira, O, rítmica y sonora, la flauta de cristal. |

A finales del siglo xix, entabló una estrecha amistad con el orador, escritor y político guatemalteco Rafael Spínola, cuando este era el director de La Ilustración Guatemalteca y posteriormente, ministro de Fomento del gobierno del licenciado Manuel Estrada Cabrera. En 1899, el escritor y diplomático mexicano Federico Gamboa estuvo en Guatemala como embajador interino de su país conoció y trató a Palma, quien le fue presentado por Spínola, a quien Gamboa había conocido cuando este estuvo exiliado en México durante el gobierno del general Manuel Lisandro Barillas Bercián.

## Himno Nacional de Guatemala

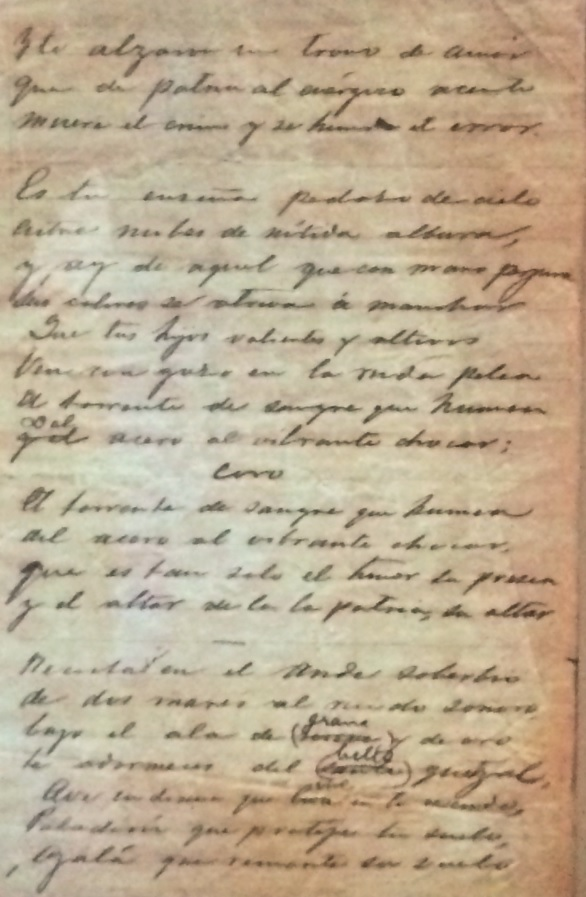
Facsímil con la letra original de J.J. Palma con estrofas del Himno Nacional, escrito en 1897.
Museo de Historia Nacional de Guatemala.

Durante la administración del General José María Reyna Barrios, se convocó a un concurso para dotar a Guatemala de un himno patrio, en 1896. El jurado calificó, entre muchos otros, como el mejor trabajo presentado, cuyo autor permaneció en el anonimato. No fue sino hasta en 1910 en que se da a conocer al autor del poema del Himno Nacional de Guatemala.
La autoría de la letra del Himno Nacional de Guatemala había permanecido en el anonimato; entre 1896 y 1910, la sociedad guatemalteca vivió intrigada con el autor «Anónimo» de la letra del Himno. La incertidumbre concluyó cuando Palma Lasso -ya en su lecho de muerte- rompió el silencio y afirmó ser el célebre «Anónimo»; no había firmado con su nombre por haber sido miembro del jurado calificador en 1896. En las Fiestas Minervalias de finales de octubre de 1910 se le hizo un homenaje, y el 23 de julio de 1911, la intelectualidad guatemalteca y el presidente Manuel Estrada Cabrera, lo corona con lauros de plata y olivos de oro en su casa de habitación, ya que el poeta se encontraba en su lecho de muerte.

### Letra original del Himno
La letra original del Himno de Guatemala era guerrerista, razón por la que fue modificada en 1934 por el gramático y escritor José María Bonilla Ruano. He aquí la letra, tal y como la escribió José Joaquín Palma:
| ¡Guatemala feliz...! Ya tus aras No sangrientas feroz el verdugo, No hay cobardes que laman el yugo Ni tiranos que escupan tu faz. Si mañana tu suelo sagrado Lo profana invasión extranjera Tinta en sangre tu hermosa bandera De mortaja al audaz servirá. CORO Tinta en sangre tu hermosa bandera De mortaja al audaz servirá, Que tu pueblo con ánima fiera Antes muerto que esclavo será. II De tus viejas y duras cadenas Tu fundiste con mano iracunda El arado que el suelo fecunda, Y la espada que salva el honor. Nuestros padres lucharon un día Encendidos en patrio ardimiento, Te arrancaron del potro sangriento Y te alzaron un trono de amor. CORO Te arrancaron del potro sangriento Y te alzaron un trono de amor. Que de patria al enérgico acento Muere el crimen y se hunde el error. |

| III Es tu enseña pedazo de cielo Entre nubes de nítida albura Y ¡ay de aquel que con mano perjura Sus colores se atreva a manchar! Que tus hijos valientes y altivos Ven con gozo en la ruda pelea El torrente de sangre que humea Del acero al vibrante chocar. Que es tan sólo el honor su presea Y el altar de la patria, su altar. IV Recostada en el ande soberbio De dos mares al ruido sonoro Bajo el ala de grana y de oro Te adormeces del bello quetzal. Ave indiana que vive en tu escudo, Paladión que protege tu suelo ¡Ojalá que remonte su vuelo Más que el cóndor y el águila real! CORO ¡Ojalá que remonte su vuelo Más que el cóndor y el águila real, Y en sus alas levante hasta el cielo, Guatemala, tu nombre inmortal! |

Guatemala TU NOMBRE INMORTAL

## Obra literaria
Entre sus composiciones poéticas más conocidas están Tinieblas del Alma y Poesías. También colaboró con aportaciones para los Álbumes de Minerva que se publicaban en Guatemala con motivo de las Fiestas Minervalias que celebrara el gobierno del licenciado Manuel Estrada Cabrera a finales del mes de octubre de cada año.

## Muerte
| «Que una comisión del gobierno presente sentido pésame a la familia del distinguido extinto; Que la Secretaría de Gobernación y Justicia y de Relaciones Exteriores, inviten para asistir a la conducción del cadáver al cementerio General; Que al entierro asistan, el Gobierno y funcionarios del Estado; Que la oración fúnebre a nombre del gobierno, sea encomendada al Ministerio de Relaciones Exteriores, y Que los gastos fúnebres sea erogados del erario nacional.»—Manuel Estrada Cabrera Presidente de la República de Guatemala |

A principios de agosto de 1911 el poeta entró en agonía; sus hijos lo cuidarón hasta el último momento -especialmente Zoila América Ana, que fue la compañera inseparable de su padre- y falleció en su hogar el 2 de dicho mes. Una muchedumbre acudió a dar el pésame a los familiares y despedir al poeta; los despojos de Palma estaban envueltos en la bandera cubana, ya que al momento de su deceso desempeñaba el cargo de cónsul de Cuba ante el gobierno de Guatemala. El entierro se llevó a cabo a las 10 horas del 3 de agosto de 1911; el doctor Luis Toledo Herrarte, pronunció la oración fúnebre en nombre del gobierno y el licenciado Arturo Ubico Urruela, presidente de la Asamblea, habló en nombre del pueblo de Guatemala para expresar su pena por la pérdida de aquel patriota cubano e hijo adoptivo de Guatemala.
El escritor guatemalteco Rafael Arévalo Martínez le dedicó este poema:
| A J.J. PALMA Cantó cisnes, cantó rosas; lo ciñeron las hermosas de una rama de laurel. Hizo cánticos extraños; y después aquel poeta que se muere a los veinte años murió en él. Ya es anciano; ya es anciano cuando empieza a destruir los áureos velos en su vida la razón y esa nieve que ha diez años le cubría la cabeza le ha bajado al corazón. ¿De poeta, niño y loco quién no tiene un poco, un poco...? Pero él fue más niño, fue más loco y jugó toda su vida con un gajo de laurel. Hizo cánticos extraños; y poeta que se muere a los veinte años, que se muere a los veinte años en los hombres, por su mal aunque a tristes desengaños tuvo acaso una agonía, aunque acaso agonizaba cada día, cada día, siempre al otro renacía más vital. |

| ¡Oh maestro! ¿cuántas veces no punzó tu mano el estro? Y hoy anciano ¿se ha acaso para siempre desprendido de tu mano? ¿no te pasa lo que a mí que en mi lecho, enfermo, inerte, cuando todas las mañanas sonó el paso de la muerte más poeta me sentí? ¡Oh Maestro! ¿qué destino ha sido el nuestro? ¡Oh maestro de los cánticos extraños! El poeta que se muere a los veinte años ¿por qué no de los tristes desengaños, con los sueños juveniles, los primeros veinte abriles, en nosotros pereció? II Lentamente en su vida todo verse se pierde. En el árbol la hoja ya no es verde o no existe; la esperanza, que es verde, ya se ha ido de él; mas aún por sus ojos de un ideal azul triste, con perdidos matices, pasa a ratos el verde y es que vívido en ellos se refleja el laurel. |

## Monumentos y homenajes
- El teatro «José Joaquin Palma», ubicado en Calle Carlos Manuel de Céspedes n.º 172 e/ Perucho Figueredo y Lora. Bayamo, Cuba, fue nombrado en su honor.
- El 2 de septiembre de 1944, el general Federico Ponce Vaides, entonces encargado de la presidencia de la república, emitió un decreto extraordinario para celebrar solemnemente el primer centenario del nacimiento Palma, pero la situación política del Gobierno de Guatemala no permitió que se realizaran.[f] El 11 de septiembre, únicamente la Universidad Nacional, realizó su programa respectivo en el Paraninfo Universitario por invitación del rector, doctor Carlos Federico Mora; el doctor Calixto García, encargado de negocios de Cuba, fue el invitado de honor, el licenciado David Vela hizo la exaltación de Palma y el licenciado José Joaquín Palma, nieto del poeta, agradeció el homenaje. Luego, en la casa n.º 27 de la décima calle poniente, residencial donde falleciera Palma, a los acordes de los himnos de Cuba y Guatemala, fue descubierta la placa conmemorativa que dice: «El Poeta J. J. Palma, autor de nuestro Himno Nacional, nació el 11 de septiembre de 1844 y falleció en esta casa el 2 de agosto de 1911. Homenaje de Guatemala en el primer centenario de su nacimiento».[5]
- El gobierno del presidente Carlos Prío Socarrás declaró la casa donde nació Palma Lasso como Monumento Nacional de Cuba en 1951.

### Retorno de sus restos a Cuba

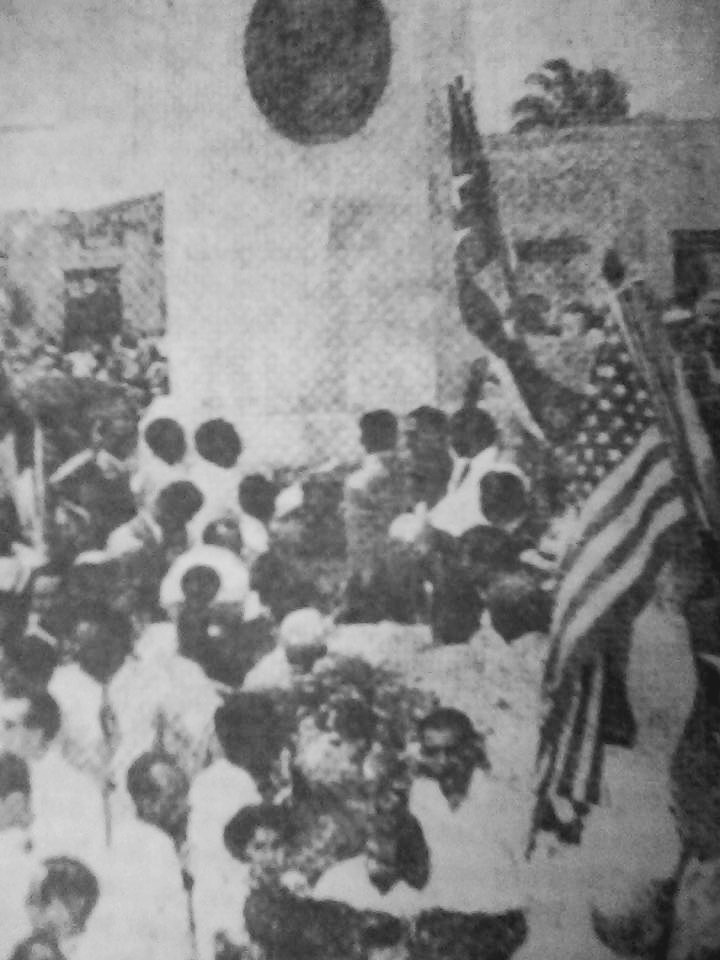
Sepelio de los restos del poeta Palma en Bayamo, Cuba en 1951.

En 1951, el gobierno cubano de Carlos Prío Socarrás, gestionó la repatriación de los restos de Palma Lasso ante el gobierno de Jacobo Arbenz. Los familiares del extinto poeta estuvieron anuentes con la petición cubana y Arbenz encomendó la entrega y despedida de los restos al Ministerio de Educación y a la oficina de Protocolo de Relaciones Exteriores.
El día lunes 16 de abril de 1951, después de ser incinerado los restos de Palma, en presencia de familiares, ministro de Cuba y comisión nombrada para el efecto, la urna cineraria fue colocada sobre un armón de artillería y conducida al Congreso, donde durante 24 horas montaron guardia de honor el gabinete en pleno, diputados, cuerpo diplomático, compañía de caballeros cadetes, delegaciones escolares, magisterio nacional, miembros de la Sociedad de Geografía e Historia, periodistas, e intelectuales. El director de cultura del Ministerio de Educación Pública de Cuba, doctor Raúl Roa García, pronunció palabras de agradecimiento y el coro internormal interpretó los himnos de Cuba y Guatemala, y, por vez primera, el himno a «José Joaquín Palma», compuesto por el profesor Raúl Marchena. Como punto final, fue descubierta una placa de bronce donde aparecen la letra y música del Himno de Guatemala, con copias auténticas de las firmas de Álvarez Ovalle y de Palma Lasso.
Al día siguiente, martes 17 de abril, en ceremonia celebrada en el Congreso, el coronel Alfredo Lima y el doctor Aureliano Sánchez Arango, exaltaron los méritos dr Palma Lasso, y el amor de este a su patria adoptiva Guatemala. Estuvo presente en ese acto fúnebre Zoila América Ana Palma de Figueroa, hija del poeta. El acto terminó con el discurso del diputado Marco Antonio Villamar Contreras, dando la despedida a los restos en nombre del pueblo de Guatemala. Inmediatamente después, la urna fue levantada del catafalco, por los ministros de Educación Pública de Cuba y Guatemala, doctor Sánchez Arango y licenciado Héctor Morgan García, por el presidente del congreso y el ministro de Relaciones Exteriores, licenciado Manuel Galich y el público reunido entonó el himno nacional de Guatemala, con su letra original; luego la urna fue colocada en un armón de artillería tirado por un jeep del ejército escoltado por una sección motorizada de la Guardia de Honor y acompañado de un piquete de tropa con la insignia patria de luto. El cortejo fúnebre salió hacia el aeropuerto internacional de La Aurora; llegados a ese lugar, el licenciado Héctor Morgan García, ministro de Educación de Guatemala, hizo entrega oficial de los restos, a la delegación cubana. A las trece horas con quince minutos las cinco naves cubanas, emprendieron el retorno, despedidas con salvas de artillería y acordes de la banda marcial; una escuadrilla de aviones de Guatemala las escoltó hasta el Atlántico.
Los restos de Palma fueron recibidos en el aeropuerto militar de «Rancho Boyeros», por el presidente de Cuba, Carlos Prio Socarrás, ministros de Estado, cuerpo diplomático y consular, altos jefes militares, intelectuales, periodistas, escolares de todos los niveles, magisterio y público invitado. Miles de escolares portando banderas de Cuba y Guatemala, escoltaron la urna hasta ser colocada en el Salón de los Pasos Perdidos y el gobierno decretó días de duelo el 17 y 18 de abril. Palma recibió el título de «Hijo Predilecto de Bayamo» y «Mayor general del ejército Cubano».

### Obras de Palma Lasso
- Palma, José Joaquín (1882).  Ramón Rosa, ed. Poesías. Tegucigalpa, Honduras: Tipografía Nacional.
- —; Álvarez Ovalle, Rafael (1935). Himno nacional de Guatemala. Guatemala: Unión Tipográfica.